# レス・メイフィールド
レス・メイフィールド（Les Mayfield、1959年11月30日 - ）は、アメリカ合衆国の映画監督、映画プロデューサーである。

## 経歴
1959年11月30日、ニューメキシコ州アルバカーキに生まれる。南カリフォルニア大学映画芸術学部を卒業した。
1992年、『原始のマン』で長編映画監督デビューを果たす。1997年、ロビン・ウィリアムズ主演の『フラバー』を監督する。1999年、マーティン・ローレンス主演のアクション・コメディ『ブルー・ストリーク』を監督する。
2001年、コリン・ファレル主演の西部劇『アメリカン・アウトロー』を監督する。2005年、サミュエル・L・ジャクソンとユージン・レヴィを主演に迎えて、アクション・コメディ『デトロイト・コップ・シティ』を監督する。2007年には、セドリック・ジ・エンターテイナー主演のコメディ『ジェイク・アイデンティティー』を監督した。

## フィルモグラフィー

### 映画
- ハート・オブ・ダークネス コッポラの黙示録 Hearts of Darkness: A Filmmaker's Apocalypse （1991年） - 製作
- 原始のマン Encino Man （1992年） - 監督
- 34丁目の奇跡 Miracle on 34th Street （1994年） - 監督
- フラバー Flubber （1997年） - 監督
- ブルー・ストリーク Blue Streak （1999年） - 監督
- アメリカン・アウトロー American Outlaws （2001年） - 監督
- デトロイト・コップ・シティ The Man （2005年） - 監督
- ジェイク・アイデンティティー Code Name: The Cleaner （2007年） - 監督

### テレビ映画
- サイコ4 Psycho IV: The Beginning （1990年） - 製作
- 新・ハダシの重役/ねらえ!高視聴率 The Barefoot Executive （1995年） - 製作総指揮
- テニス靴をはいたコンピューター The Computer Wore Tennis Shoes （1995年） - 製作総指揮
- フォーチュン・ペンダント Freaky Friday （1995年） - 製作総指揮
- ホーンテッド・ホテル Tower of Terror （1997年） - 製作総指揮
- 新ラブバッグ/ハービー絶体絶命! The Love Bug （1997年） - 製作総指揮